# 黃詠詩
黃詠詩（1976年12月23日—），為香港舞台劇編劇及演員，香港演藝學院戲劇學院畢業。2002年起為香港不同劇團任編劇。

## 個人資料
黃詠詩出身自道教家族，有一胞妹，八歲時父母離異。中學就讀於德雅中學。已婚，有一女兒。  
獲香港演藝學院戲劇學院碩士，主修編劇。

## 獎項及提名
- 《公主復仇記》（2004）電影劇本：香港影評人協會第10屆香港電影金紫荊獎最佳編劇獎、第42屆金馬獎最佳原著劇本提名
- 《父親的葬禮》（2007）香港電台電視劇《一家人》系列：芝加哥國際電視電影節編劇獎、整體金獎（教育和社會問題）。
- 《一粒金》：香港舞台劇獎最佳編劇提名
- 《娛樂大坑之大娛樂坑》：香港舞台劇獎最佳編劇提名
- 《香港式離婚》:香港舞台劇獎最佳劇本/ 最佳整體演出/ 最受歡迎十大製作，Hong Kong Time Out 2010 Best of the Best劇場演出。
- 《破地獄與白菊花》:香港舞台劇獎最佳女主角(喜/鬧劇)/ 最受歡迎十大製作
- 《賈寶玉》:提名上海戲劇谷最佳編劇

## 編劇作品
2004
- 《亞卡比槍擊事件》（森美小儀歌劇團）

2005
- 《許冠文05鬼馬TALKSHOW》

2006
- 《公主復仇記》舞台劇
- 《一粒金》

2007
- 《娛樂大坑之大娛樂坑》（香港話劇團）
- 《家有一鼠》（詩人黑盒劇場）

2008
- 《破地獄與白菊花》（詩人黑盒劇場）
- 《女人濕地》
- 《再見理想》（Beyond音樂劇）

2009
- 《我為貓狂》（詩人黑盒劇場）

2010
- 《香港式離婚》（香港藝術節）

2011
- 《賈寶玉》（非常林奕華）
- 《寒武紀與威士忌》（世界文化藝術節：游藝亞洲）——《娛樂大坑之大娛樂坑》新版本

2013
- 《三國》（非常林奕華）
- 《屠龍記》（香港藝術節）

2014
- 《恨嫁家族》（非常林奕華）
- 《深夜猛鬼食堂》（風車草劇團）

2018
- 《胎Story》（詩人黑盒劇場）

## 外部連結
- 情人復仇背後 黃詠詩 （页面存档备份，存于）
- 黃詠詩的溫情幽默[]
- 黃詠詩在寒武紀喝一杯威士忌 （页面存档备份，存于）